# Marquesado de Yurreta y Gamboa

Escudo de Yurreta, municipio de la provincia de Vizcaya.

El marquesado de Yurreta y Gamboa es un título nobiliario español creado por el rey Alfonso XIII en favor de Blanca de Alzola y González de Castejón, sobre un antiguo señorío de su casa, el 
por real decreto y el 8 de mayo del mismo año por real despacho.
Su denominación hace referencia al municipio de Yurreta, en la provincia de Vizcaya, comarca del Duranguesado, del País Vasco (España).

## Marqueses de Yurreta y Gamboa
|                           | Titular                                 | Periodo                   |
| Creación por Alfonso XIII | Creación por Alfonso XIII               | Creación por Alfonso XIII |
| ------------------------- | --------------------------------------- | ------------------------- |
| I                         | Blanca de Alzola y González de Castejón | 1920-1962                 |
| II                        | Carlos de Alzola y González de Castejón | 1962-1968                 |
| III                       | Ignacio de Alzola y de la Sota          | 1972-1997                 |
| IV                        | Carlos de Alzola y de la Sota           | 1999-2007                 |
| V                         | Carlos de Alzola y de Oriol             | 2008-hoy                  |

## Historia de los marqueses de Yurreta y Gamboa
La lista de los marqueses de Yurreta y Gamboa, junto con las fechas en las que sucedieron sus titulares, es la que sigue:
- Blanca de Alzola y González de Castejón (f. 1962), I marquesa de Yurreta y Gamboa.

Se casó, en primeras nupcias, con Juan de Gurtubay y González de Castejón. La única hija de este matrimonio, María del Carmen Gurtubay y Alzola (f. 1959), no llegó a suceder en el título.
Se casó, en segundas nupcias, con José Alfonso de Bustos y Ruiz de Arana, II duque de Andría y XI vizconde de Rías. Sin descendientes de este segundo matrimonio. Le sucedió, en 1962, su hermano:
- Carlos de Alzola y González de Castejón (f. 1968), II marqués de Yurreta y Gamboa.

Se casó con María de la Asunción de la Sota y Aburto. Le sucedió, en 1972, su hijo:
- Ignacio de Alzola y de la Sota (f. 1997), III marqués Yurreta y Gamboa. Le sucedió, en 1999, su hermano:

- Carlos de Alzola y de la Sota (1923-2007), IV marqués de Yurreta y Gamboa.

Se casó con María Teresa de Oriol y de Bayo, IV marquesa de Santa Coloma. Le sucedió, por carta de sucesión expedida el 5 de febrero de 2008, su hijo:
- Carlos de Alzola y de Oriol, V marqués de Yurreta y Gamboa.

Se casó con María Rosa Esteva y Ortiga.